# Labancz Zsolt
Labancz Zsolt Antal (Kecskemét, 1974. szeptember 28. –) piarista szerzetes, teológus, tartományfőnök.
A gimnáziumot Kecskeméten, a piaristáknál végezte 1989 és 1993 között. Ezután lépett be a piarista rendbe, ahol 2000-ben tett örökfogadalmat. A teológiát 1994 és 2001 között a Pázmány Péter Katolikus Egyetem Hittudományi Kara, majd 2001/2002-ben Pápai Biblikus Intézet hallgatójaként tanulta, és 2002-ben teológiai licenciátust szerzett. Ezt követően két évig a rend kecskeméti, majd 2004-től budapesti gimnáziumában tanított hittant. 2005-től az egyszerű fogadalmas szerzetesek növendékek magisztere is volt. 
2011. március 16-án a magyar rendtartomány káptalana tartományfőnökké választotta, majd 2015. április 8-án ismét megválasztották. 
A budapesti piarista iskola lelkipásztori munkájában tartományfőnöksége alatt is részt vett, 2016-ig hittanárként is működött. Emellett 2012 március 27-én a magyarországi Férfi Szerzeteselöljárók Konferenciájának elnökévé választották, majd 2015-ben megerősítették e tisztségében. 2018. március 10-től a Szerzetesi  Nagyobb  Elöljárók  Európai  Konferenciái Uniója (UCESM) szintén elnökévé választotta. Az UCESM (Unio Conferentiarum Europae Superiorum Maiorum) a rendeket és az apostoli élet egyéb társaságait európai szinten fogja össze, székhelye Brüsszelben van. A szervezethez harminchét nemzeti konferencia tartozik, és összesen négyszázezer tagot reprezentál.
A tartományfőnökséget 2019. március 27-ig töltötte be, amikor a tartományi káptalan új tartományfőnököt választott Szilvásy László személyében, Labancz Zsoltot pedig tartományi asszisztenssé választották. 2019/2020-ban a sátoraljaújhelyi piarista stáció tagja, a tartományi Részvétel a Piaristaságban Bizottság vezetője volt. Assisztensi feladata 2020. szeptember 18-án ért véget, amikor Szilvásy László lemondását követően Pedro Aguado piarista rendfőnök és a rend generálisi kongregációja új asszisztenseket nevezett ki. Ezután a rendtartomány új vezetése Vácra küldte, ahol ahol a piarista gimnázium óraadó tanára és a novíciusok magiszterének segítője volt. 
2022 áprilisában a piarista rend kongregációja az Osztrák Tartomány nagyobb elöljárójává nevezte ki.